# Carales astur
Carales astur är en fjärilsart som beskrevs av Pieter Cramer 1777. Carales astur ingår i släktet Carales och familjen björnspinnare. Inga underarter finns listade i Catalogue of Life.

## Bildgalleri

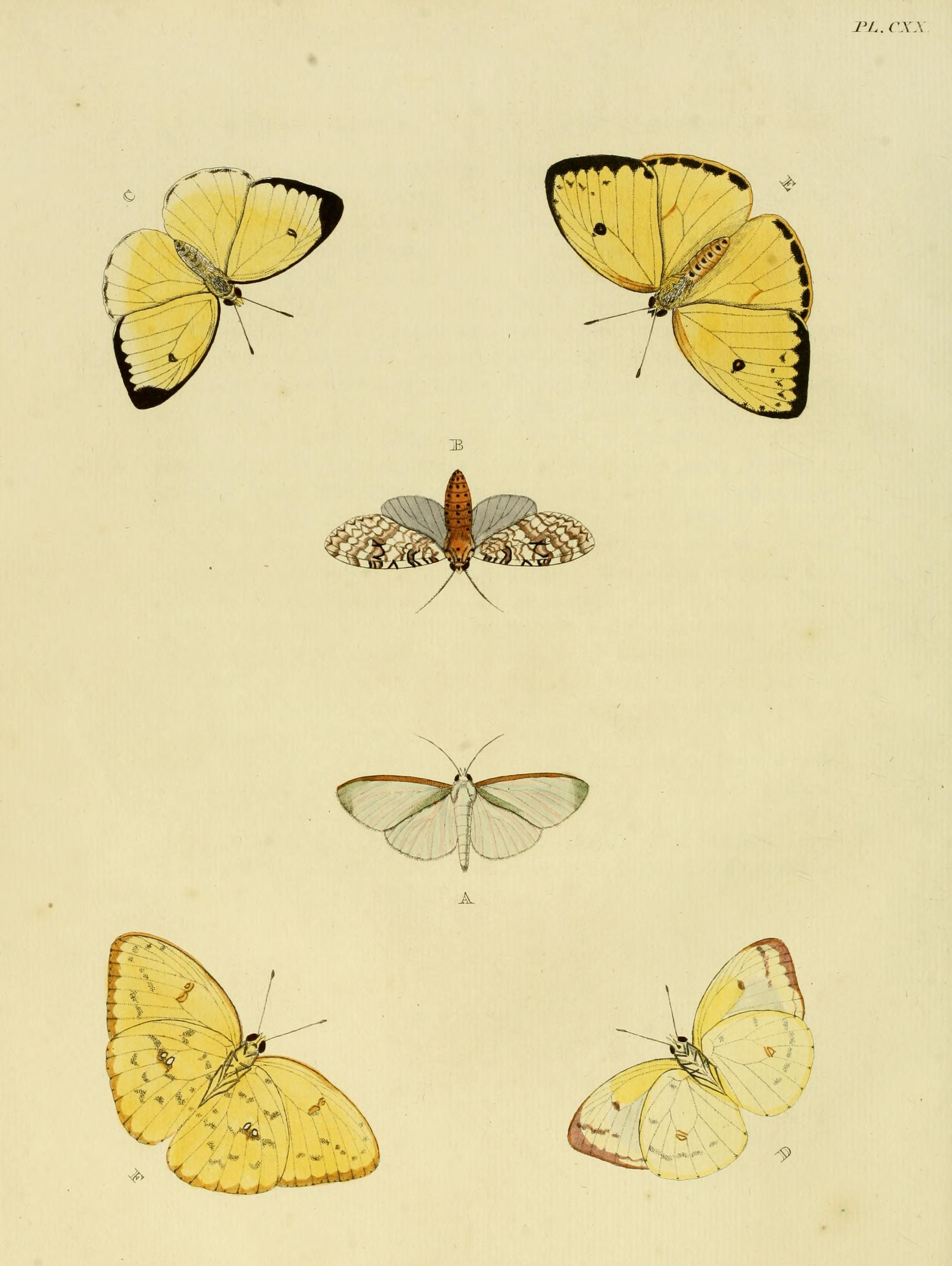